# Декларация независимости Аргентины

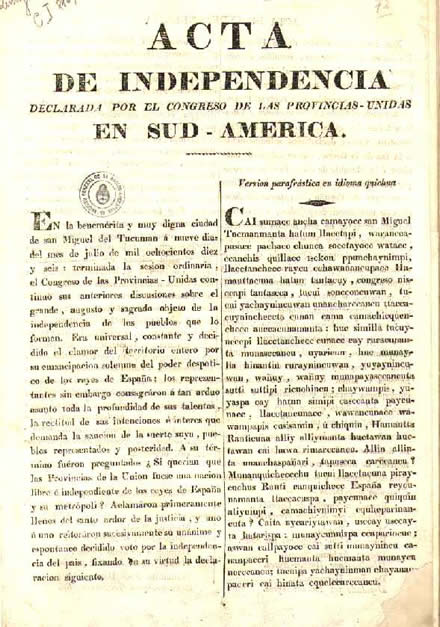
Декларация независимости Соединённых провинций Южной Америки на испанском языке и языке кечуа

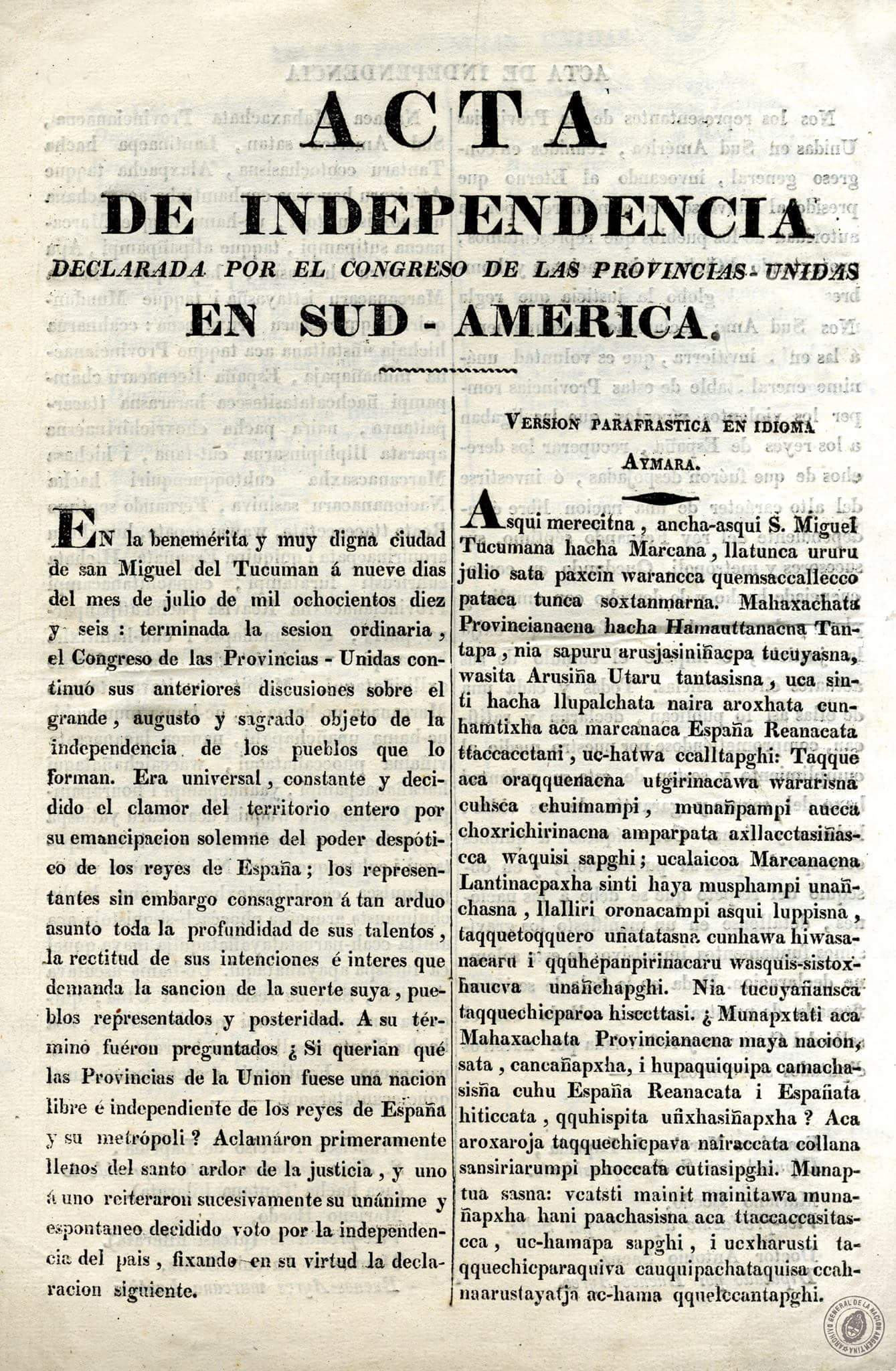
Декларация независимости Аргентины с выполненным Висенте Пасосом Канки переводом на язык аймара

Ныне известная как Декларация независимости Аргентины была принята 9 июля 1816 года Тукуманским конгрессом. На самом деле конгресс принял декларацию независимости Соединённых провинций Южной Америки, которые в 1831 году стали именоваться Аргентинской конфедерацией, а в 1861 приобрели нынешнее официальное название — Аргентинская Республика. Представители провинций Федеральной лиги, находившиеся в конфронтации с Соёдинёнными провинциями, не были допущены до участия в Тукуманском конгрессе. В то же время несколько провинций Верхнего Перу, впоследствии ставшие частью нынешней Боливии были представлены на конгрессе.

## Предыстория

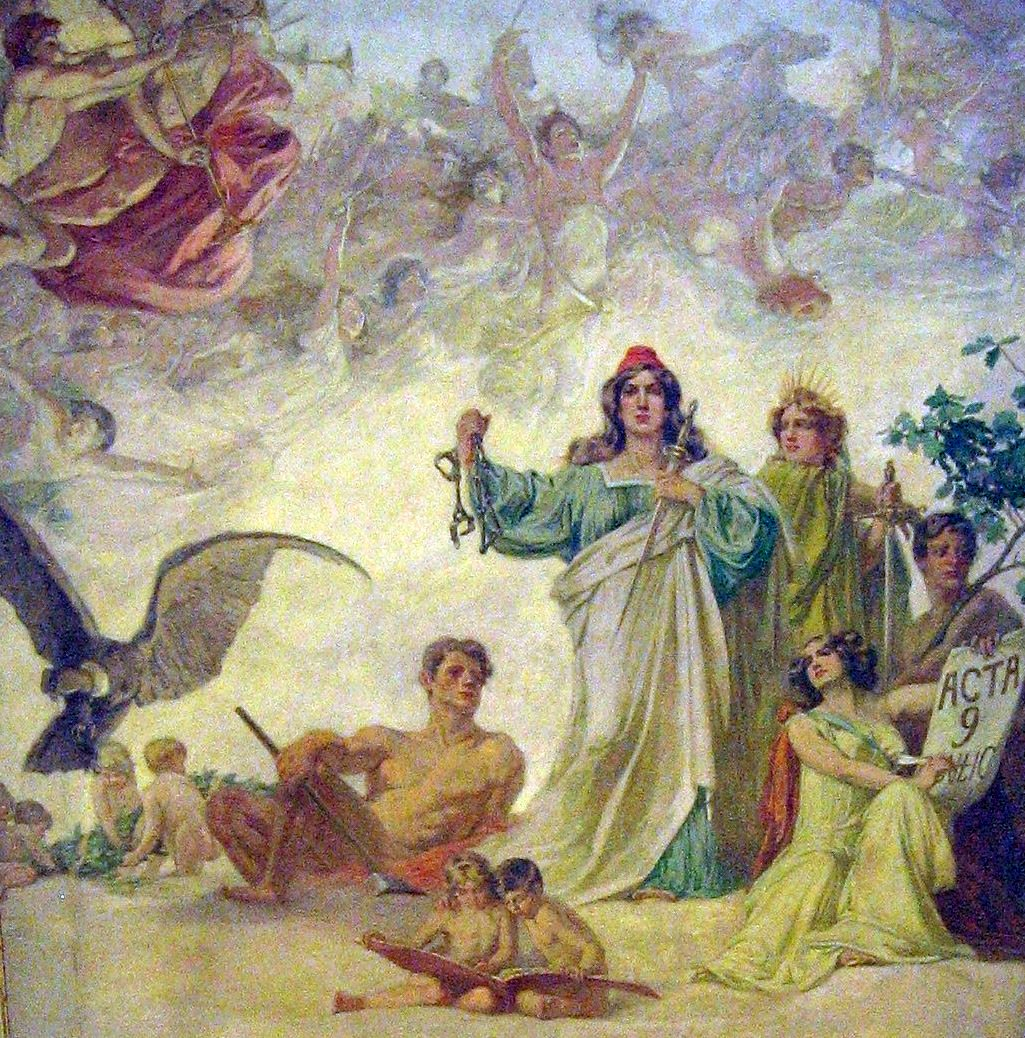
Аллегория Декларации независимости, Луис де Серви.

Тукуманский конгресс возник в соответствии с постановлением Первой хунты, свергнувшей в 1810 году власть вице-короля Ла-Платы, от 15 апреля 1815 года, согласно которому 24 марта 1816 года должно было открыться первое заседание учредительного собрания с участием делегатов всех провинций бывшего вице-королевства из расчёта один представитель на 15 000 человек населения. Первое заседание конгресса состоялось в городе Тукуман в доме Франсиско Басаны де Лагуны. Первые месяцы работа конгресса была крайне напряжённой, его председатели постоянно менялись, принять какие-либо решения не получалось. Наконец, 9 июля, во время председательства в конгрессе Франсиско Нарсисо де Лаприды, была принята Декларация независимости Соединённых провинций Южной Америки.

## Документ
В Декларации независимости были отмечены европейские обстоятельства последних 6 лет к моменту написания — отречение короля Испании от своего престола под давлением Наполеона и последующий отказ Фердинанда VII принять конституционное правление над Испанией и её колониями. В документе утверждалось, что Испанская Америка приобрела свой суверенитет от Кастильской короны в 1808 году, когда король Испании Фердинанд VII был свергнут, и любой союз между Испанией и её колониями становился недействительным. Подобные аргументы также приводились в других декларациях независимости Испанской Америки: венесуэльской (1811) и мексиканской (1810). Дальнейшие дискуссии участников конгресса развернулись вокруг формы правления.
Дом, где была подписана декларация независимости, ныне является музеем и памятником, известным как Тукуманский дом.

## Депутаты, подписавшие Декларацию независимости
- Франсиско Нарсисо де Лаприда, депутат от провинции Сан-Хуан, президент конгресса
- Мариано Боэдо, депутат от провинции Сальта, вице-президент конгресса
- Хосе Мариано Серрано, депутат от провинции Чаркас (нынешняя Боливия), секретарь конгресса
- Хуан Хосе Пасо, депутат от провинции Буэнос-Айрес, секретарь конгресса
- Антонио Саэнс, депутат от провинции Буэнос-Айрес
- Хосе Даррагуэйра, депутат от провинции Буэнос-Айрес
- Кайетано Хосе Родригес, депутат от провинции Буэнос-Айрес
- Педро Медрано, депутат от провинции Буэнос-Айрес
- Мануэль Антонио Асеведо, депутат от провинции Катамарка
- Хосе Игнасио де Горрити, депутат от провинции Сальта
- Хосе Андрес Пачеко де Мело, депутат от провинции Чибчас (нынешняя Боливия)
- Теодоро Санчес де Бустаманте, депутат от провинции Хухуй
- Эдуардо Перес Бульнес, депутат от провинции Кордова
- Томас Годой Крус, депутат от провинции Мендоса
- Педро Мигель Араос, депутат от провинции Тукуман
- Эстебан Агустин Гаскон, депутат от провинции Буэнос-Айрес
- Педро Франсиско де Уриарте, депутат от провинции Сантьяго-дель-Эстеро
- Педро Леон Гальо, депутат от провинции Сантьяго-дель-Эстеро
- Педро Игнасио Ривера, депутат от провинции Мискуэ (нынешняя Боливия)
- Мариано Санчес де Лория, депутат от провинции Чаркас (нынешняя Боливия)
- Хосе Северо Малабия, депутат от провинции Чаркас (нынешняя Боливия)
- Педро Игнасио де Кастро Баррос, депутат от провинции Ла-Риоха
- Херонимо Сальгуэро, депутат от провинции Кордова
- Хосе Коломбрес, депутат от провинции Катамарка
- Хосе Игнасио Тамес, депутат от провинции Тукуман
- Хусто де Санта Мария де Оро, депутат от провинции Сан-Хуан
- Хосе Антонио Кабрера, депутат от провинции Кордова
- Хуан Агустин Маса, депутат от провинции Мендоса
- Томас Мануэль де Анчорена, депутат от провинции Буэнос-Айрес

## Признание независимости
- 1818 — Королевство Гавайи
- 1821 — Португалия
- 1822 — Бразилия, США
- 15 декабря 1823 — Соединённое королевство Великобритании и Ирландии
- 1830 — Франция
- 1841 — Дания
- 1847 — Объединённые королевства Швеция и Норвегия
- 29 апреля 1857 — Испания